# كلايتون لويس
كلايتون لويس (بالإنجليزية: Clayton Lewis)‏ (12 فبراير 1997 بويلينغتون في نيوزيلندا - ) هو لاعب كرة قدم نيوزلندي في مركز الوسط. شارك مع منتخب نيوزيلندا تحت 20 سنة لكرة القدم ومنتخب نيوزيلندا لكرة القدم. أما مع النوادي، فقد لعب مع تيم ويلينغتون ونادي أوكلاند سيتي وWanderers Special Club ‏.

## مسيرته الكروية
لعب كلايتون لويس خلال مسيرته الاحترافية مع 4 أندية في ثمانية مواسم وسجل خلالها 15 هدفًا ضمن 68 مباراة. ولم يفز بأي موسم بالكأس وفاز في موسم واحد بالدوري.
خاض كلايتون لويس مسيرته مع نادي تيم ويلينغتون في موسم 2013–14 لمدة موسم واحد، لم يشارك في أي مباراة ولم يسجل أي هدف. ثم انتقل إلى Wanderers Special Club ‏ في موسم 2014–15 لمدة موسم واحد، حيث شارك في 11 مباراة سجل خلالها 3 أهداف. لينتقل بعدها إلى نادي أوكلاند سيتي في موسم 2015–16 في المرة الأولى ولمدة موسمين ثم في موسم 2019–20 لمدة موسم واحد، مشاركًا طوالها في 38 مباراة سجل خلالها 12 هدفًا. ثم انتقل إلى نادي سكونثورب يونايتد في موسم 2017–18 واستمر معه طيلة ثلاثة مواسم، مشاركًا في 19 مباراة ولم يسجل أي هدف.

## وصلات خارجية
- كلايتون لويس على موقع الاتحاد الدولي (مؤرشف)  (الإنجليزية)
- كلايتون لويس على موقع قاعدة بيانات كرة القدم.إي يو (الإنجليزية)
- كلايتون لويس على موقع ناشيونال فوتبول تيمز (الإنجليزية)
- كلايتون لويس على موقع Soccerway.com (الإنجليزية)
- كلايتون لويس على موقع أوليمبيديا (الإنجليزية)
- كلايتون لويس على موقع اللجنة الأولمبية النيوزيلندية (الإنجليزية)
- كلايتون لويس على موقع AS.com (الإسبانية)